# François-Antoine Larocque
Pour les articles homonymes, voir Larocque.
François-Antoine Larocque (23 septembre 1753 - 31 octobre 1792) est un homme politique canadien. Il est élu député de Leinster en 1792 à la chambre d'assemblée du Bas-Canada et décède quelque temps après la même année. Il était propriétaire de terres près de la rivière L'Achigan. Il reprit, par la suite, avec son frère Joseph Larocque (1808-1887) évêque de Saint-Hyacinthe, le commerce de la fourrure de leur oncle Laurent Leroux décédé en 1855.